# مدرسة السلط
مدرسة السلط الثانوية للبنين تقع في مدينة السلط في الأردن، وهي تعتلي قمة تل الجادور إلى الجهة الجنوبية من السلط القديمة المطلة على وادي السلط من الجنوب، وعلى مدخل المدينة من الشرق وعلى الأحياء القديمة والجديدة من جميع الجهات وهي تقع في الترتيب السابع والثلاثين حسب مدارس المملكة الأردنية الهاشمية والاولى من حيث المدارس الثانوية في المملكة، وكما أنه أنشئ فيها أول مقياس للمطر في المملكة الأردنية الهاشمية.

## تاريخ
أنشأت مدرسة السلط الثانوية عام 1918، وابتدأ التدريس فيها عام 1919، و تعد من أولى المدارس التي تأسست في الأردن، وكان التدريس يتم في بناء مستأجر. بوشر البناء بطابق أرضي عام 1921، واكتمل عام 1923، وتتكون اليوم المدرسة من طابقين. افتتحها الملك المؤسس عبد الله الأول بن الحسين في 28 ديسمبر 1923، وبواقع 17 غرفة للإدارة والتدريس، وهي أولى المدارس الثانوية الحكومية التي شيدت في إمارة شرق الأردن آنذاك.
وفي 16 مايو 1976 منحها الملك الحسين بن طلال وسام الاستقلال من الدرجة الأولى. قال عنها الملك الحسين بن طلال: «فلست أعرف مدرسة ولا مؤسسة في بلدنا ارتبط تاريخها بتاريخ الوطن، وإتصل استمرارها ببناء الدولة وتطورها، وأثر وجودها في نمو الأردن ورقيه، كمدرسة السلط العريقة. لمدرسة السلط من كل مدرسة قامت بعدها تحية التقدير والوفاء ولمدينة السلط من كل مدينة وقرية أردنية تحية الاخوة والثناء.»
سميت المدرسة بعدة أسماء عبر تاريخها، كالمدرسة السلطانية وهو أول اسم أُطلق عليها، ومدرسة السلط الأميرية، ومدرسة السلط التجهيزية، ومدرسة الحربي، والمدرسة الحزبية، ومدرسة التل، وأخيرًا مدرسة السلط الثانوية وهو الاسم الذي أطلق عليها منذ عام 1938 وحتى الآن. بالإضافة إلى لقب (أم المدارس) الذي ذكره الشاعر الراحل حسني فريز (حد خريجي الفوج الثاني منها وأحد معلميها فيما بعد ثم مديرها ) في إحدى قصائده التي ألقاها أمام الملك الحسين بمناسبة اليوبيل الذهبي للمدرسة عام 1976.

## الخريجون
كان عدد أول فوج في العام 1925/ 1926 أربعة طلاب . الفوج الأول : أحمد الظاهر، داوود عبد الرحمن تفاحة، عبد الرحيم الواكد، علي محمد عبد الله مسمار. ومن خريجي المدرسة من تولى منصب رئاسة الوزراء، حيث تقلد هذا المنصب 19 من خريجيها حتى الآن،
- محمد الهياح الذي شغل رئاسة الوزارة أربع مرات في فترة الستينات والسبعينات.
- الدكتور سعيد التل الذي شغل منصب نائب رئيس الوزراء.
- سعد جمعة.
- بهجت التلهوني.
- الطيب عادل.
- مريود التل رئيس التشريفات الملكية سابقًا.
- أحمد أبو رمان.
- عبد السلام المجالي.
- وعبد الله النسور.
- وصفي التل.

وتخرج فيها عدد آخر من رجالات الأردن، مثل:
- عبد اللطيف عربيات رئيس مجلس النواب الأسبق.
- حابس المجالي، وزير دفاع، ورئيس أركان القوات المسلحة سابقاً.
- حسن طويقات.
- عبد الله التل بطل معركة القدس.
- وعبد الله خرابشة.
- محمد رحاحلة «أبو العارف».
- وإبراهيم زيد الكيلاني.
- مصطفى العياش غنيمات.
- مصطفى وهبي التل.
- نذير رشيد.
- علي خليفات.
- بهجت المحيسن.
- سمير تادرس.

وعددا آخر ممن شغلوا مناصب وزارية وعسكرية مختلفة، ووصل عدد ممن تخرجوا منها واعتلوا مناصب وزارية مختلفة إلى 62 وزيراً.

## مدراؤها
وصل عدد المديرين الذين تعاقبوا على إدارة المدرسة منذ بداية تأسيسها إلى 36 مديراً، ومنهم:
صبحي عبد الهادي وذلك قبل تأسيس إماره شرق الأردن، ثم حسن فهمي البارودي، ثم محمود الكرمي، ثم فائز الشهابي، وعبد الرؤوف الجوهري، وعبد القادر التنير، ومحمد أديب العامري، وصباح الروسان، وبشير الصباغ، وعلي سيدو الكردي، ومحمد الجنيدي، وجريس القسوس، وسيف الدين الكيلاني وسعيد البحرة، وحسني فريز، ومحمد أمين زيد الكيلاني، وحكمت الساكت، ومحمد الحياري، وصبري المسعود، وشوكت تفاحة، وعادل سقف الحيط، وسعيد حبجوقه، وحسين كوكش، وسليم الشامي، وفاروق بدران، وأحمد عبد عربيات، ومصطفى جبر، وأديب القلقيلي، وعبد الله ريالات، وسليمان خريسات، وعبد الكريم الساكت، وسامي رحاحله، وسالم خريسات، وزاهر ريالات، ود.إبراهيم كلوب، وعبد الله صالح عطيات.

## انظر ايضا
المدرسة الرشدية (اربد)